# لحمة (نسيج حيواني)
في النسيج الحيواني، اللُّحْمَة أو النِّيْر (من الإغريقية στρῶμα، وتعني “طبقة، سرير، غطاء السرير”) هي جزء من النسيج أو العضو تمتلك دورا رابطا (ضاما) وتركيبيا (بنيويا). وهي تتكون من جميع الأجزاء التي لا تقوم بأداء الوظائف المتخصصة للعضو، على سبيل المثال، النسيج الضام، والأوعية الدموية، والأعصاب، والقنوات، إلخ. الأجزاء الأخرى هي النسيج الحشوي، أو البرنشيمة والذي يمثل الخلايا التي تقوم بوظيفة النسيج أو العضو المحدد.

## روابط خارجية
- "Stroma" في معجم دورلاند الطبي